# Lechea maritima
Lechea maritima är en solvändeväxtart som beskrevs av Leggett och Nathaniel Lord Britton. Lechea maritima ingår i släktet Lechea och familjen solvändeväxter. Utöver nominatformen finns också underarten L. m. virginica.